# لازار ساموئیلوویچ پیسیکوف
لازار ساموئیلوویچ پیسیکوف (به روسی: Лазарь Самойлович Пейсиков) (متولد ۲۳ دسامبر ۱۹۱۵ در خوقند - ۱۹۷۸ در مسکو) پژوهشگر و شرق‌شناس روسی است. او رسالهٔ دکتری خود را دربارهٔ لهجهٔ تهرانی نوشت.

## آثار
- لهجهٔ تهرانی، لازار ساموئیلوویچ پی‌سیکوف، محسن شجاعی (مترجم)، ناشر: فرهنگستان زبان و ادب فارسی، ۱۳۸۱